# Медаль «За заслуги в освоении космоса»
Меда́ль «За заслу́ги в освое́нии ко́смоса» — государственная награда Российской Федерации. Медалью награждаются граждане за заслуги в области исследования, освоения и использования космического пространства, большой вклад в развитие ракетно-космической техники и промышленности, подготовку кадров, научную и конструкторскую деятельность, выполнение международных программ, а также за иные достижения в области космической деятельности, направленные на всестороннее социально-экономическое развитие Российской Федерации, укрепление её обороноспособности и обеспечение национальных интересов, расширение международного сотрудничества.

## История награды
Медаль «За заслуги в освоении космоса» учреждена Указом Президента Российской Федерации от 7 сентября 2010 года № 1099 «О мерах по совершенствованию государственной наградной системы Российской Федерации». Тем же указом утверждены Положение о медали и её описание.
Указом Президента Российской Федерации от 16 декабря 2011 года № 1631 в положение и описание медали были внесены дополнения, которыми предусмотрена миниатюрная копия медали.
Данная награда установлена в честь знакового юбилея - 12 апреля 2011 г. Российская космическая отрасль отмечала 50 - летний юбилей полёта первого космонавта Земли - Ю.А.Гагарина.

## Положение о медали
1. Медалью «За заслуги в освоении космоса» награждаются граждане за заслуги в области исследования, освоения и использования космического пространства, большой вклад в развитие ракетно-космической техники и промышленности, подготовку кадров, научную и конструкторскую деятельность, выполнение международных программ, а также за иные достижения в области космической деятельности, направленные на всестороннее социально-экономическое развитие Российской Федерации, укрепление её обороноспособности и обеспечение национальных интересов, расширение международного сотрудничества.
Награждение медалью «За заслуги в освоении космоса», как правило, производится при условии наличия у представленного к награде лица наград федеральных органов государственной власти, иных федеральных государственных органов или органов государственной власти субъектов Российской Федерации. 
2. Медалью «За заслуги в освоении космоса» могут быть награждены и иностранные граждане за особые заслуги в развитии ракетно-космической отрасли в Российской Федерации.
3. Медаль «За заслуги в освоении космоса» носится на левой стороне груди и при наличии других медалей Российской Федерации располагается после медали «За заслуги в освоении атомной энергии». 
31. Для особых случаев и возможного повседневного ношения предусматривается ношение миниатюрной копии медали «За заслуги в освоении космоса», которая располагается после миниатюрной копии медали «За заслуги в освоении атомной энергии».
4. При ношении на форменной одежде ленты медали «За заслуги в освоении космоса» на планке она располагается после ленты медали «За заслуги в освоении атомной энергии».

## Описание медали

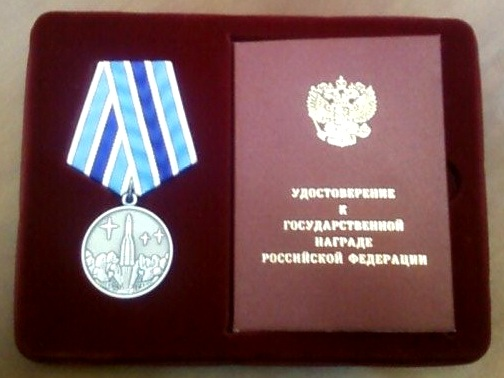
Медаль «За заслуги в освоении космоса» с удостоверением

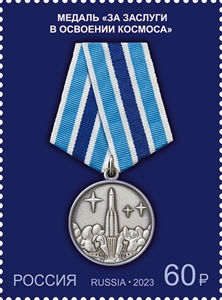
Почтовая марка 2023 год

Медаль «За заслуги в освоении космоса» из серебра. Она имеет форму круга диаметром 32 мм с выпуклым бортиком с обеих сторон.
На лицевой стороне медали — изображение стартующей  первой космической ракеты-носителя Р-7 и трёх четырёхлучевых звёзд.
На оборотной стороне медали — надпись: «ЗА ЗАСЛУГИ В ОСВОЕНИИ КОСМОСА», под ней — номер медали.
Все изображения на медали рельефные.
Медаль при помощи ушка и кольца соединяется с пятиугольной колодкой, обтянутой шёлковой, муаровой лентой голубого цвета с двумя продольными полосками белого цвета по краям и одной продольной полоской синего цвета, обрамленной с двух сторон полосками белого цвета, посередине ленты. Ширина ленты — 24 мм, ширина белых полосок — 2 мм, ширина синей полоски — 5 мм.
При ношении на форменной одежде ленты медали «За заслуги в освоении космоса» используется планка высотой 8 мм, ширина ленты — 24 мм.
Миниатюрная копия медали «За заслуги в освоении космоса» носится на колодке. Диаметр миниатюрной копии медали — 16 мм.

## Награждения
12 апреля 2011 года тремя указами Президента Российской Федерации было произведено первое награждение медалью, в том числе иностранных граждан, совершивших полёты в космос на советских и российских кораблях в разное время.
1. Награждение медалью по годам:
| 2011 | 2012 | 2013 | 2014 | 2015 | 2016 | 2017 | 2018 | 2019 | 2020 | 2021 | Всего |
| ---- | ---- | ---- | ---- | ---- | ---- | ---- | ---- | ---- | ---- | ---- | ----- |
| 156  | 41   | 85   | 6    | 5    | 32   | 8    | 34   | 24   | 9    | 28   | 428   |